# Булова, Валентина Павловна
Валентина Павловна Булова (бел. Валянціна Паўлаўна Булава; род. 23 марта 1941) — советский государственный деятель, заместитель председателя Верховного Совета БССР с 1980 года, Герой Социалистического Труда (1984).

## Биография
Родилась 23 марта 1941 года в посёлке Копцевичи Петриковского района Гомельской области Белорусской ССР.
Член КПСС с 1964 года. С 1959 года — рабочая Копцевичского овощесушильного завода, с 1964 года — прядильщица Барановичского хлопчатобумажного комбината. Член ревизионной комиссии КП Беларуси в 1971—1976 годах, Член Центральной ревизионной комиссии КПСС в 1976—1981 годах.
В конце 1970-х годов она была признана лучшей прядильщицей страны, победив во Всесоюзном социалистическом соревновании и став лауреатом Государственной премии СССР. В 1984 году за выдающиеся достижения в работе Валентина Булава удостоена высокого звания Героя Социалистического Труда.
Депутат Верховного Совета СССР в 1974—1979 годах, Верховного Совета БССР с 1980 года. Государственная премия СССР 1975 года.